# Knockemstiff
 (mai 2021).
La mise en forme du texte ne suit pas les recommandations de Wikipédia : il faut le « wikifier ».
Les points d'amélioration suivants sont les cas les plus fréquents :
- Les titres sont pré-formatés par le logiciel. Ils ne sont ni en capitales, ni en gras.
- Le texte ne doit pas être écrit en capitales (les noms de famille non plus), ni en gras, ni en italique, ni en « petit »…
- Le gras n'est utilisé que pour surligner le titre de l'article dans l'introduction, une seule fois.
- L'italique est rarement utilisé : mots en langue étrangère, titres d'œuvres, noms de bateaux, etc.
- Les citations ne sont pas en italique mais en corps de texte normal. Elles sont entourées par des guillemets français : « et ».
- Les listes à puces sont à éviter, des paragraphes rédigés étant largement préférés. Les tableaux sont à réserver à la présentation de données structurées (résultats, etc.).
- Les appels de note de bas de page (petits chiffres en exposant, introduits par l'outil «  Source ») sont à placer entre la fin de phrase et le point final[comme ça].
- Les liens internes (vers d'autres articles de Wikipédia) sont à choisir avec parcimonie. Créez des liens vers des articles approfondissant le sujet. Les termes génériques sans rapport avec le sujet sont à éviter, ainsi que les répétitions de liens vers un même terme.
- Les liens externes sont à placer uniquement dans une section « Liens externes », à la fin de l'article. Ces liens sont à choisir avec parcimonie suivant les règles définies. Si un lien sert de source à l'article, son insertion dans le texte est à faire par les notes de bas de page.
- La présentation des références doit suivre les conventions bibliographiques. Il est recommandé d'utiliser les modèles {{Ouvrage}}, {{Chapitre}}, {{Article}}, {{Lien web}} et/ou {{Bibliographie}}. Le mode d'édition visuel peut mettre en forme automatiquement les références.
- Insérer une infobox (cadre d'informations à droite) n'est pas obligatoire pour parachever la mise en page.

Pour une aide détaillée, merci de consulter Aide:Wikification.
Si vous pensez que ces points ont été résolus, vous pouvez retirer ce bandeau et améliorer la mise en forme d'un autre article.
Knockemstiff, aussi connu sous le nom de Glenn Shade ou Shady Glenn, est un secteur non constitué en municipalité situé dans le nord-est du canton de Huntington, dans le comté de Ross, en Ohio, aux États-Unis, au sud-ouest de Chillicothe. Il est situé à une altitude de 692 pieds (211 m). Le « Système d'information sur les noms géographiques »  fixe les coordonnées de Knockemstiff à 39°16′04″ N, 83°07′09″ W, plaçant ce hameau original à la jonction de Black Run Road (County Road 156) et Shady Glen Road. Un certain nombre de résidences rurales plus récentes occupent désormais cette même zone.
Plusieurs histoires expliquent le nom inhabituel de la commune. L'une d'entre elles affirme qu'une énorme rixe a éclaté alors que la localité n'était encore que dans sa prime jeunesse. Une autre, plus humoristique, raconte qu'une femme a interpellé son pasteur lors du service religieux du dimanche matin, lui expliquant que son mari la trompait. Celle-ci désirait connaître l'avis du prédicateur, qui lui aurait répondu sans détour : « étends-les raide » (Knock 'em stiff) ! Une variante de l'histoire raconte qu'un pasteur a rencontré deux femmes qui se disputaient un homme et qu'il leur aurait dit que l'homme n'en valait pas la peine et que quelqu'un devrait « knock him stiff ». Une autre explication attribue le nom à l'un des nombreux termes argotiques utilisés pour désigner l'alcool de contrebande. Les locaux affirment qu'il était autrefois courant dans la région entourant la collectivité, qui avait la réputation d'être bruyante.
Le nom de la commune est également le titre d'un recueil de nouvelles écrites par Donald Ray Pollock, natif du comté de Ross.
Une partie du film Le Diable, tout le temps, basé sur le livre du même nom de Pollock, se déroule à Knockemstiff.